# 浆果猪毛菜
浆果猪毛菜（学名：Salsola foliosa）为苋科猪毛菜属的植物。分布在中亚、高加索、蒙古、西伯利亚以及中国大陆的新疆等地，生长于海拔200米至900米的地区，多生长在荒漠及半荒漠地区含盐质土壤，目前尚未由人工引种栽培。